# 아진엑스텍
아진엑스텍은 1995년에 설립된 대한민국 로봇기업이다. 아진엑스텍은 창업이래, 첨단 산업자동화 분야에 필요한 제어기 국산화를 이룩한 기업이다. 국내에서는 유일하게 모터 제어 전용 VLSI 칩(CAMC-계열)을 개발, 판매함으로써 Mechatronics 분야 부품소재 전문기업으로 자리 매김하였고, 이를 바탕으로 반도체 제조 공정, LED,LCD Display 공정, PCB/SMT 공정, Mobile, 자동차 공정에 필요한 다양한 장비의 제어기를 국산화한 바 있다.  "Together, Forever"의 시대정신 아래 "Beyond Mechatronics, Toward MechaRobotopia"의 사명을 실현하여 4차 산업혁명시대와 함께할 것으로 기대된다.